# BCCIV
Albums de Black Country Communion
Afterglow
(2012)
BCCIV est le quatrième album du groupe américain Black Country Communion, paru le 22 septembre 2017.
L'album est enregistré au début de l'année 2017 au EastWest Studios à Los Angeles et produit par Kevin Shirley. Il contient dix chansons originales et une bonus. BCCIV se classe 102e au US Billboard 200 et devient le premier album du groupe à atteindre le top dix au UK Albums Chart en se classant 7e.
BCCIV est le premier album de Black Country Communion depuis leur rupture en 2013 à la suite de différends importants entre Hughes et Bonamassa. Il est bien accueilli par les critiques qui le considèrent bien plus cohérent et solide que l'opus précédent, Afterglow.

## Historique

### Enregistrement
Le 20 avril 2016, le groupe annonce sa réunion par le biais du chanteur Glenn Hughes, de Jason Bonham et du producteur Kevin Shirley annonçant sur les réseaux sociaux que le groupe travaille sur un nouvel opus pour l'année 2017. En réalité, l'idée a d'abord été proposée par le chanteur et guitariste Joe Bonamassa aux autres membres du groupe. Hughes et Bonamassa commencent à rédiger les paroles en septembre 2016 à Los Angeles et finissent ce travail en onze jours. L'enregistrement de l'album se fait mi-janvier 2017 au EastWest Studios et dure à peine une semaine. Il est ensuite mixé au studio de Shirley, The Cave, à Sydney. Enthousiasmé par la finalité du projet, Bonamassa explique : « Je pense que nous avons le meilleur album que nous ayons fait ».

## Critiques
Les critiques de BCCIV sont globalement positives et soulignent l'approche collaborative de la production de l'album par rapport à Afterglow qui s'était fait durant une période de tension entre le groupe.

## Titres
Toutes les paroles sont écrites par Glenn Hughes, excepté celles notées. La musique est composée par Joe Bonamassa et Hughes.
| 1.    | Collide                                                      | 4:06 |
| 2.    | Over My Head                                                 | 4:06 |
| 3.    | The Last Song for My Resting Place (écrit par Joe Bonamassa) | 7:57 |
| 4.    | Sway                                                         | 5:24 |
| 5.    | The Cove                                                     | 7:11 |
| 6.    | The Crow                                                     | 6:00 |
| 7.    | Wanderlust                                                   | 8:17 |
| 8.    | Love Remains                                                 | 4:53 |
| 9.    | Awake                                                        | 4:42 |
| 10.   | When the Morning Comes                                       | 7:55 |
| 60:31 |                                                              |      |

| Vinyl édition piste bonus | Vinyl édition piste bonus | Vinyl édition piste bonus | Vinyl édition piste bonus | Vinyl édition piste bonus | Vinyl édition piste bonus | Vinyl édition piste bonus | Vinyl édition piste bonus | Vinyl édition piste bonus | Vinyl édition piste bonus |
| No                        | Titre                     | Durée                     |                           |                           |                           |                           |                           |                           |                           |
| ------------------------- | ------------------------- | ------------------------- | ------------------------- | ------------------------- | ------------------------- | ------------------------- | ------------------------- | ------------------------- | ------------------------- |
| 11.                       | With You I Go             | 5:04                      |                           |                           |                           |                           |                           |                           |                           |
| 65:35                     |                           |                           |                           |                           |                           |                           |                           |                           |                           |

## Musiciens
- Glenn Hughes – chant, basse
- Joe Bonamassa – guitare , chœurs, chant sur The Last Song for My Resting Place
- Jason Bonham – batterie, percussion
- Derek Sherinian – clavier

### Musicien additionnel
- Gerry O'Connor – violon sur The Last Song for My Resting Place

## Production
- Kevin Shirley – production , mixage
- Bob Ludwig – matriçage
- Jared Kvitka – ingénieur du son
- Bo Bodnar – assistant ingénieur du son
- Cramer Helton – assistant ingénieur du son
- Dennis Friel Art Studios – pochette, design, illustrations
- Dale Voelker – package design
- Neil Zlozower – portrait photographie
- Annie Lesser – studio photographie

## Classement
| Classements (2017)                        | Meilleure position |
| ----------------------------------------- | ------------------ |
| Allemagne (Media Control AG)              | 6                  |
| Autriche (Ö3 Austria Top 40)              | 12                 |
| Belgique (Flandre Ultratop)               | 48                 |
| Belgique (Wallonie Ultratop)              | 57                 |
| Écosse (OCC)                              | 5                  |
| Finlande (Suomen virallinen lista)        | 42                 |
| France (SNEP)                             | 83                 |
| Pays-Bas (Mega Album Top 100)             | 29                 |
| Pologne (ZPAV)                            | 20                 |
| Norvège (VG-lista)                        | 33                 |
| Suède (Sverigetopplistan)                 | 32                 |
| Suisse (Schweizer Hitparade)              | 5                  |
| Royaume-Uni (UK Album Chart)              | 7                  |
| Royaume-Uni (UK Rock Albums Chart)        | 3                  |
| États-Unis (Billboard 200)                | 102                |
| États-Unis (Billboard Hard Rock Albums)   | 4                  |
| États-Unis (Billboard Independent Albums) | 6                  |
| États-Unis (Billboard Top Rock Albums)    | 14                 |